# Brzozie (gemeente)
De gemeente Brzozie is een landgemeente in het Poolse woiwodschap Koejavië-Pommeren, in powiat Brodnicki.
De zetel van de gemeente is in Brzozie.
Op 30 juni 2004 telde de gemeente 3640 inwoners.

## Oppervlakte gegevens
In 2002 bedroeg de totale oppervlakte van gemeente Brzozie 93,74 km², waarvan:
- agrarisch gebied: 72%
- bossen: 13%

De gemeente beslaat 9,02% van de totale oppervlakte van de powiat.

## Demografie
Stand op 30 juni 2004:
| Omschrijving                   | Totaal | Totaal | Vrouwen | Vrouwen | Mannen | Mannen |
| ------------------------------ | ------ | ------ | ------- | ------- | ------ | ------ |
| eenheid                        | aantal | %      | aantal  | %       | aantal | %      |
| inwoners                       | 3640   | 100    | 1754    | 48,2    | 1886   | 51,8   |
| bevolkingsdichtheid (inw./km²) | 38,8   | 38,8   | 18,7    | 18,7    | 20,1   | 20,1   |

In 2002 bedroeg het gemiddelde inkomen per inwoner 1795,52 zł.

## Administratieve plaatsen (sołectwo)
Brzozie, Jajkowo, Janówko, Małe Leźno, Mały Głęboczek, Sugajno, Świecie, Trepki, Wielki Głęboczek, Wielkie Leźno, Zembrze.

## Aangrenzende gemeenten
Bartniczka, Brodnica, Grodziczno, Kurzętnik, Lidzbark, Zbiczno, Bartniczka